# Traditionen des Klosters Tegernsee
Die Traditionen des Klosters Tegernsee umfassen Schenkungen (lat. traditiones) und Privilegien des Klosters Tegernsee aus dem 10. bis zum 13. Jahrhundert.
Die Traditionen des Klosters liegen als Traditionsbücher vor, einer für geistliche Institutionen in Süddeutschland und Österreich typischen Form des Kopialbuchs, d. h. eines Buches mit Urkundenabschriften. Sie werden am Bayerischen Hauptstaatsarchiv verwahrt.
Die erhaltenen Traditionen des Klosters Tegernsee umfassen 416 Texte aus der Zeit von 1003 bis 1242. Um 970 waren die Klostergebäude niedergebrannt, wodurch viele Geschichtszeugnisse verloren gingen.